# رابی کالترین
انتونی رابرت مک‌میلان (انگلیسی: Anthony Robert McMillan؛ ۳۰ مارس ۱۹۵۰ – ۱۴ اکتبر ۲۰۲۲) معروف به رابی کالترِین (Robbie Coltrane)، بازیگر و کمدین اسکاتلندی بود. او در دههٔ ۲۰۰۰ بابت بازی در نقش روبیوس هاگرید در فیلم‌های هری پاتر به شهرت رسید. او در سال ۲۰۰۶ به‌پاس خدماتش در نمایش نشان افسر والا مقام امپراتوری بریتانیا را از طرف الیزابت دوم کسب کرد.
او همچنین در فیلم‌های کرول، تحریک، فلش گوردون، جریان پس‌رو و پیامی در بطری و سریال افسانه‌های واهی بازی کرده‌است.

## جوایز و افتخارات
- کاندیدای بفتای بهترین بازیگر مکمل مرد برای فیلم هری پاتر و سنگ جادو در سال ۲۰۰۱